# ヴァイオリンソナタ第1番 (オネゲル)

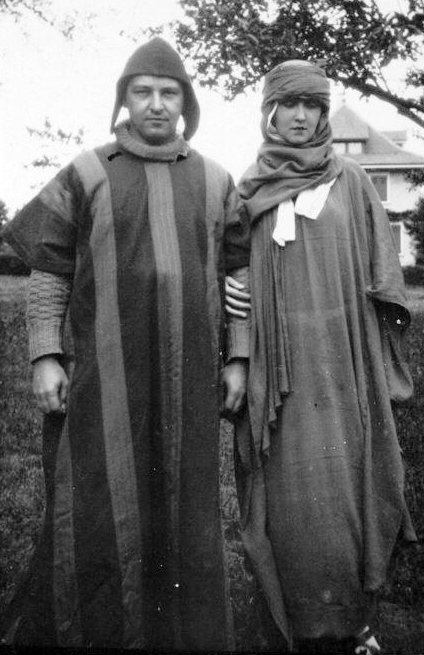
オネゲルとアンドレ・ヴォラブール。1925年

ヴァイオリンソナタ第1番（フランス語: Première sonate pour violon et piano）H.17は、アルテュール・オネゲルの最初に出版されたヴァイオリンソナタ。

## 概要
1916年に着手され、7月には第1楽章が、1917年2月28日に第2楽章が完成している。全3楽章が完成したのは1918年2月のことだった。初めの2楽章は1918年1月19日にユニヴェルシテ・アンテラリエ・ドゥ・パルテノン（Université Interalliée du Parthénon）の演奏会において、作曲者のヴァイオリンと、後にオネゲルの妻となるアンドレ・ヴォラブールのピアノによって初演され、全曲の初演は1918年3月19日、パリのヴィユ・コロンビエ劇場でエレーヌ・ジュルダン＝モランジュのヴァイオリンとヴォラブールのピアノで行われた。
『ダヴィデ王』や『パシフィック231』での成功に先立つこと数年、弦楽四重奏曲第1番などと同様に、オネゲルの作品カタログに並ぶ最初期の作品の一つである。セザール・フランクのヴァイオリンソナタやガブリエル・フォーレに影響を受けながらも、これらの作曲家のソナタに比べ先進的であるが、一方で和声語法は伝統的であり、各楽章は調性を保っている。弦楽四重奏曲が後のオネゲルの典型的な様式に近付いているのに対し、この作品には後年の交響曲群の萌芽が含まれていると考えることができる。

## 楽曲構成
緩（嬰ハ短調）－急（ヘ長調）－緩（嬰ハ短調）の非伝統的な3楽章構成をとる。演奏時間は20分前後。
- 第1楽章　Andante sostenuto
3/4拍子。ピアノの揺れる音型に乗ったヴァイオリンのメランコリックな旋律で始まり、半音階的で分厚いクライマックスに向けて発展していく。二つの主要主題は再現される際に順番が逆転するが、オネゲルは後年の作品でも多くこの手法を用いている[5]。
- 第2楽章　Presto - Tempo (tranquillo) - Tempo I
2/4拍子。対位法的で躍動的なスケルツォ[5]。ヴァイオリンがミュートを付ける穏やかな中間部の後、フーガ風に主部が回帰する。
- 第3楽章　Adagio - Allegro assai - Adagio
10/4拍子。ピアノのオスティナートに乗って暗く、葬送風に始まり[5]、対位法的でリズミックな中間部分が挟まれる。ピエール・メラン（フランス語版）は全曲の中で唯一独創性を見せる楽章とし、「弦楽四重奏曲第1番と同様に、緩やかな楽章は(...)影響の水脈を脱している。ヴァイオリンが歌うメランコリックな旋律は、ピアノの神秘的な和音とは分離され、深みと激しい表現を含んでいる」と述べている[4]。